# Lijst van weg- en veldkapellen in Mill en Sint Hubert
Dit is een onvolledige lijst van veldkapellen in de gemeente Mill en Sint Hubert. Kapelletjes komen vooral in het zuiden van Nederland voor en werden dikwijls gebouwd ter verering van een heilige.
| Kapel                              | Adres                              | Plaats      | Bouwperiode           | Architect | Foto |
| ---------------------------------- | ---------------------------------- | ----------- | --------------------- | --------- | ---- |
| Mariakapel (Aanzien doet gedenken) | Dominicanenstraat                  | Langenboom  |                       |           |      |
| Mariakapel                         | Dominicanenstraat-Zuid Carolinaweg | Langenboom  |                       |           |      |
| Mariakapel (Maurikkapel)           | Campagnelaan-Kammerbergweg         | Langenboom  | 2007                  |           |      |
| Onze-Lieve-Vrouw ten Hovekapel     | Kapelweg 13                        | Mill        | 15e eeuw en 1977-1980 |           |      |
| Mariakapel                         | Wollenbergseweg 8                  | Mill        | 1992                  |           |      |
| Mariakapel                         | Kampweg                            | Mill        | 2007                  |           |      |
| Mariakapel                         | Voordijk                           | Sint Hubert | 2003                  |           |      |